# Гидравлическая крупность
Гидравли́ческая кру́пность — скорость падения частиц наносов в стоячей воде при 10 град. Цельсия. Имеет размерность скорости (например, см/с или м/с).
Различают три вида осаждения, каждый из которых характеризуются своими зависимости гидравлической крупности от определяющих параметров:
- ламинарный,
- переходный,
- турбулентный.

Теоретически задача осаждения зёрен шарообразной формы была решена Дж. Г.Стоксом. В связи с большим разбросом параметров зёрен наносов (размер, форма, плотность, гидрофобность или гидрофильность), практикуются экспериментальные определения величины гидравлической крупности. Практически для расчёта величины гидравлической крупности употребляют эмпирические зависимости (например, формула Гончарова-Караушева).
Гидравлическая крупность используется как одно из базисных понятий в теориях и рабочих гипотезах гравитационных процессов обогащения полезных ископаемых, в частности отсадки.